# Mattilanpelto
Mattilanpelto ou Mattila est un quartier du district Kantakaupunki de Jyväskylä en Finlande.

## Description
Les sections de Mattilanpelto sont Seminaarinmäki, Mattilanniemi et Mattilanpelto. 

### Seminaarinmäki
La colline Seminaarinmäki est le campus principal de l'université de Jyväskylä, où se trouvent les bâtiments les plus anciens de l'université datant XIXe siècle.
Le bâtiment principal de l'université, le bâtiment administratif et la bibliothèque, la piscine intérieure Jyväskylä et le centre de sports nautiques AaltoAlvari sont situés sur Seminaarinmäki.

### Älylä
Älylä est le nom de la zone de Seminaarinmäki où  ont été construites des maisons d'habitation en bois. 
Beaucoup de ces maisons ont été construites par des professeurs d'université dans les années 1930. 
Le premier bâtiment de la zone est la maison Karpio, achevée en 1904, que Lars Sonck a conçue en 1903 pour son ami l'ingénieur Johan Spets (plus tard Janne Karpio) comme cadeau de mariage. 
Plus tard, Wivi Lönn a modifié la façade du bâtiment et en 1925, Alvar Aalto a fait des plans de rénovation de la dépendance. 
Après Janne Karpio, le chef de la police Ilmari Karpio et sa famille ont vécu dans la maison. En 1995, le bâtiment a été rénové en tant que résidence officielle du maire et salle de représentation,. 
En 2017, le restaurant Teeleidi s'y est installé.

### Mattilanniemi
Mattilanniemi est une péninsule du lac Jyväsjärvi. 
On y trouve une plage et des bâtiments de l'université de Jyväskylä dont le Centre Agora de la Faculté d'informatique de l'université de Jyväskylä. 
À Mattilanniemi se trouve a une ancienne unité de Nokia. Aujourd'hui, les locaux abritent, entre autres, Tieto-Evry.

## Lieux et monuments

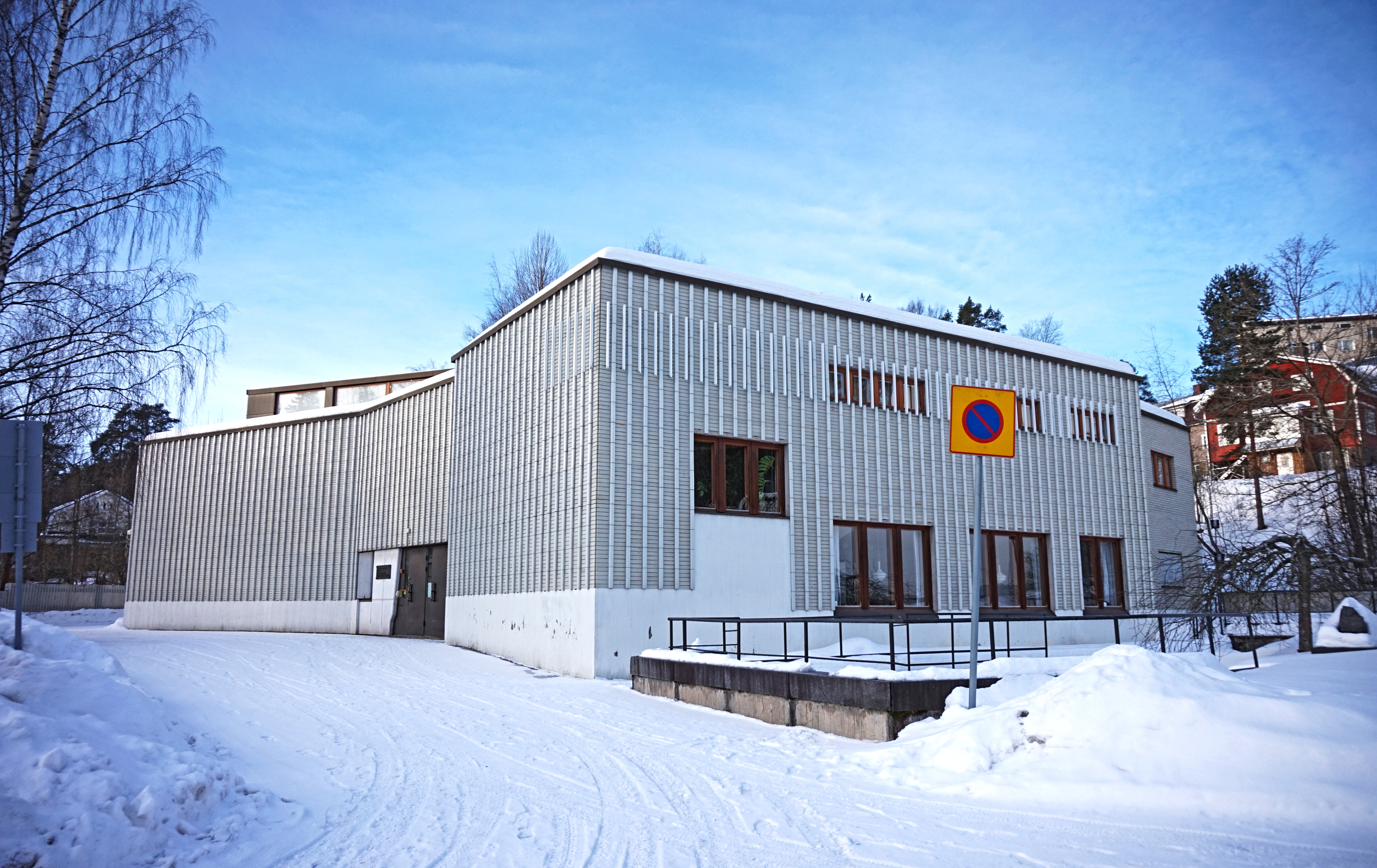
Musée Alvar Aalto.
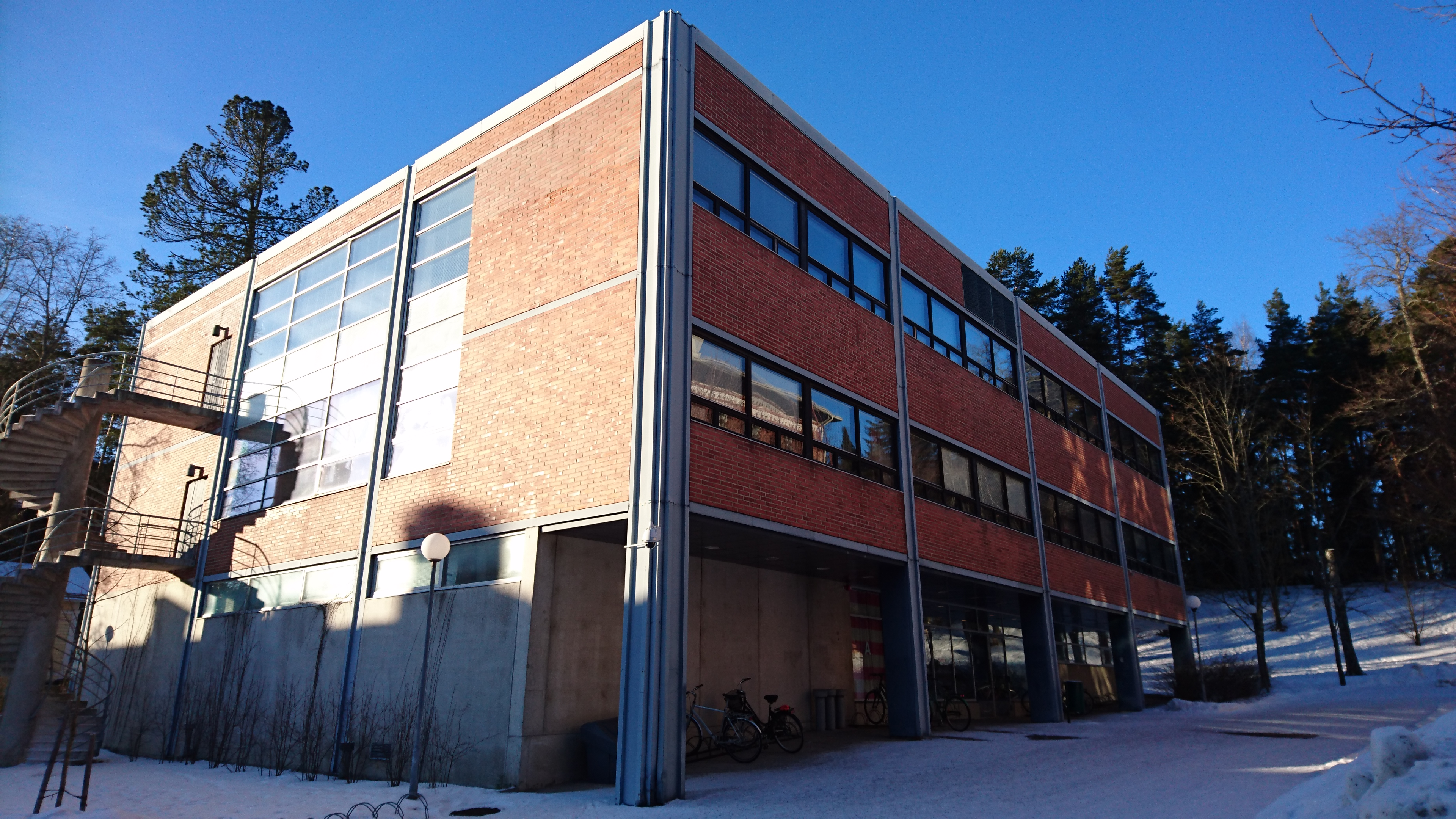
Bâtiment Atheneum.
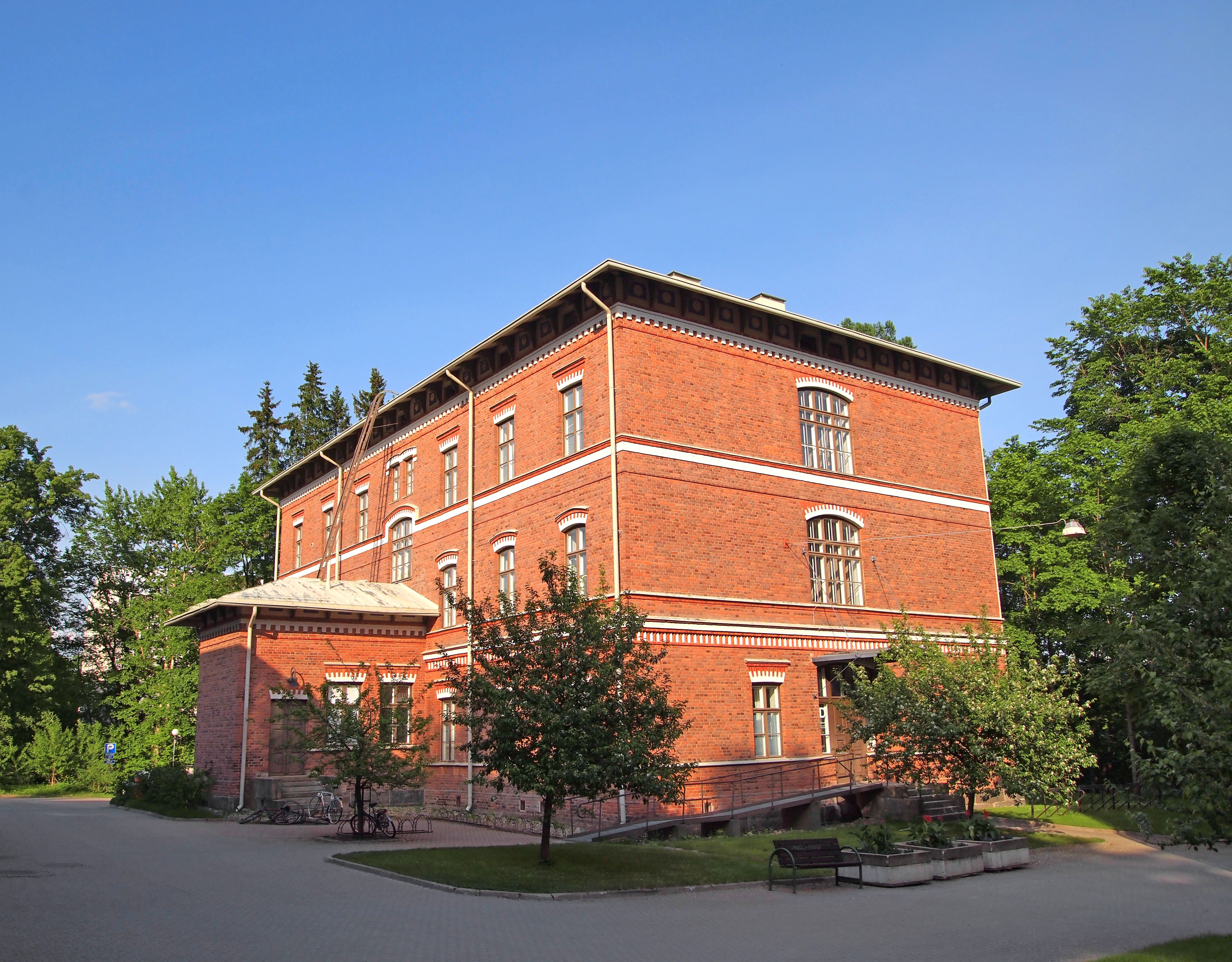
Bâtiment Educa.
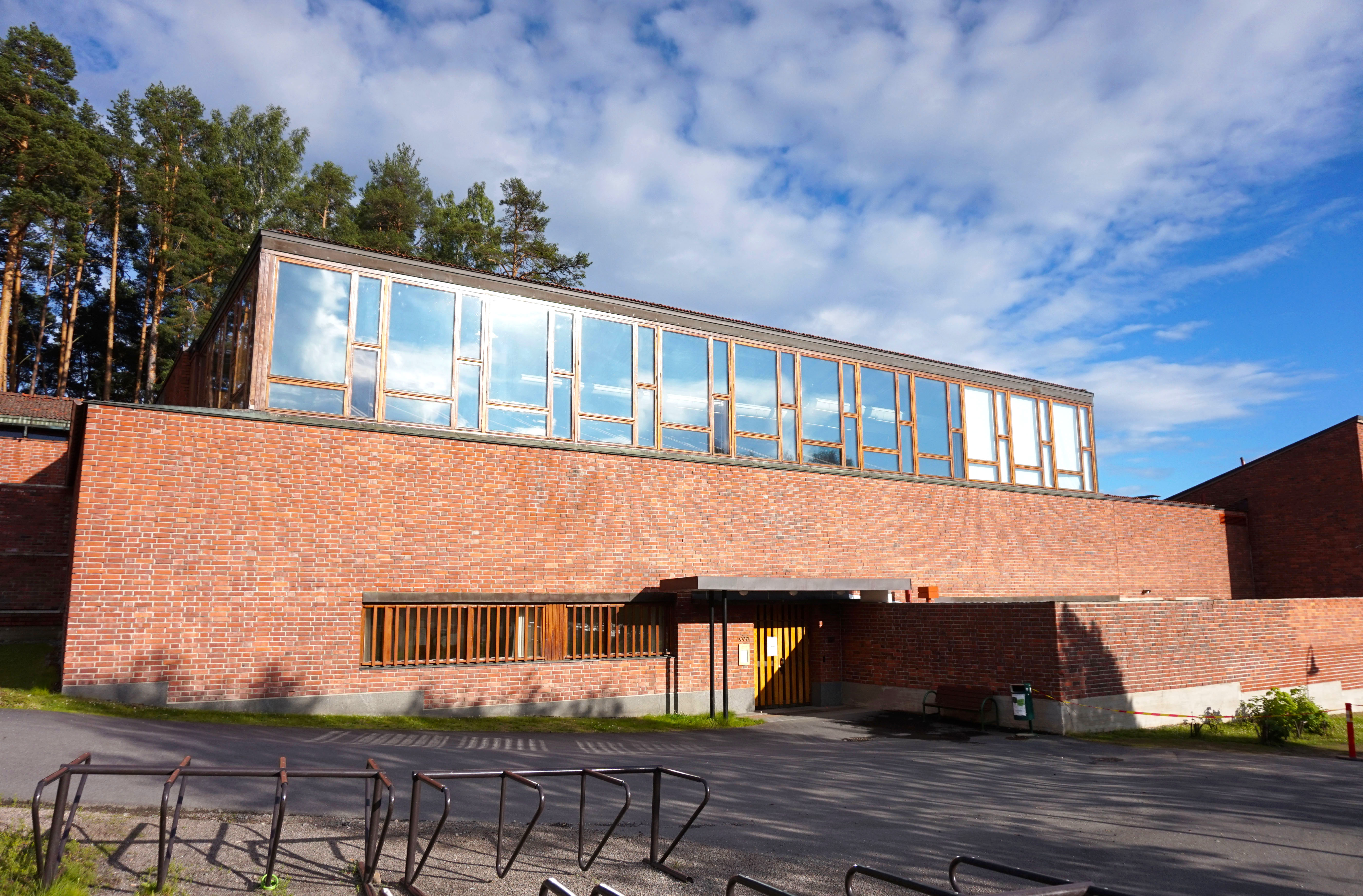
Bâtiment Philologica.